# 菲律賓航空812號班機劫機事件
菲律賓航空812號班機劫機事件是發生在2000年5月25日，一班由達沃國際機場飛往馬尼拉尼诺伊·阿基诺国际机场的劫機事故。劫機者雷金纳德·蔡（Reginald Chua）在航班降落前劫持這架空中巴士A330-301失敗後跳傘而去，最終被發現跳傘失敗死亡。航班載有291人，包括13名機組人員。

## 事故經過
劫機者以假名Augusto Lakandula登機，航班起飛後他手持手槍和手榴弹並開了一槍，要求進入駕駛室但被拒。他要求航機駛回達沃，但被告知飛機不夠燃油回到出發地後，於是他搜括乘客的貴重物品，並要求機師使飛機下降，令機艙減壓好讓他能以自製降落傘跳傘逃走。當後方機門打開後，劫機者無法克服飛機高速飛行下的強風，於是一名空中服務員推他出飛機「助他一臂之力」跳離飛機。劫機者在安蒂波洛上空離地6,000英尺（1,800）跳離飛機時戴住头套，游泳护目镜和從機上乘客搜括得來的財物，而當時機師看到他的自製降落傘後，對他能否成功逃生感到懷疑。
事發三天後，劫機者的屍體在雷亚尔的一條村莊附近，馬尼拉東南方約70（43英里）處靠近內湖省被發現，他的屍體被埋在泥堆中。警方表示他因為未能打開降落傘而跌死。從他的駕駛執照中發現Lakandula只是他的假名，真名為雷金纳德·蔡（Reginald Chua），據報他有嚴重財務困難。

## 其它
這宗劫機事故的劫機者在2000年獲得達爾文獎。

## 參看
- D·B·庫柏

## 外部連結
- Philippine Airlines Flight 812 at Aviation Safety Network （页面存档备份，存于）